# Henri Gosselin (architecte)
Pour l’article homonyme, voir Gosselin.
Henri Gosselin, né le 16 juillet 1844 à la Neuville-Chant-d'Oisel et mort le 28 décembre 1902 à Rouen, est un architecte français.

## Biographie
Henri Auguste Gosselin naît en 1844.
Employé par Barthélémy, il est nommé le 25 novembre 1882 inspecteur des travaux des Édifices diocésains de Rouen. Il est inspecteur des travaux de restauration du Palais de justice de Rouen et de la Fierte Saint-Romain.
En 1891, il restaure l'hôtel de Bourgtheroulde d'après le projet de Louis Sauvageot, dont il était un proche collaborateur.
Il est nommé le 12 janvier 1895 officier d'Académie.
Il demeure no 8 rue Jeanne-d'Arc à Rouen.
Il meurt le 28 décembre 1902 à Rouen et est inhumé à La Neuville-Chant-d'Oisel. Il lègue sa fortune à l'archevêché pour la restauration de la façade occidentale de la cathédrale de Rouen.

## Réalisations
- construction des 2 chapelles occidentales de l'église Saint-Étienne d'Elbeuf - 1889
- restauration de l'hôtel de Bourgtheroulde - 1891
- restauration du chœur de l'église Saint-Nicaise de Rouen
- lotissement concerté de Cronstadt au Havre
- maison, 56 rue des Gobelins au Havre
- construction de la sacristie de l'église Saint-Denis de Charleval
- construction de la sacristie de l'église d'Harfleur
- construction du clocher de l'église du Mont-aux-Malades
- immeuble de la Mutuelle Vie (en collaboration avec Émile Auvray), place de la Cathédrale à Rouen - 1898, démoli en 1972

## Distinctions
- Officier d'académie (12 janvier 1895)[2].